# NGC 1065
NGC 1065 je galaksija u zviježđu Kit.

## Vanjske poveznice
- SEDS: NGC 1065